# Пласт (геология)
Пласт (или слой; горизонт, страта) — слой осадочных или магматических горных пород, который сформировался на поверхности Земли и имеет внутреннюю структуру, отличающуюся от других слоёв, лежащих непосредственно над ним и под ним, по цвету, текстуре, материалу и так далее.

## Описание

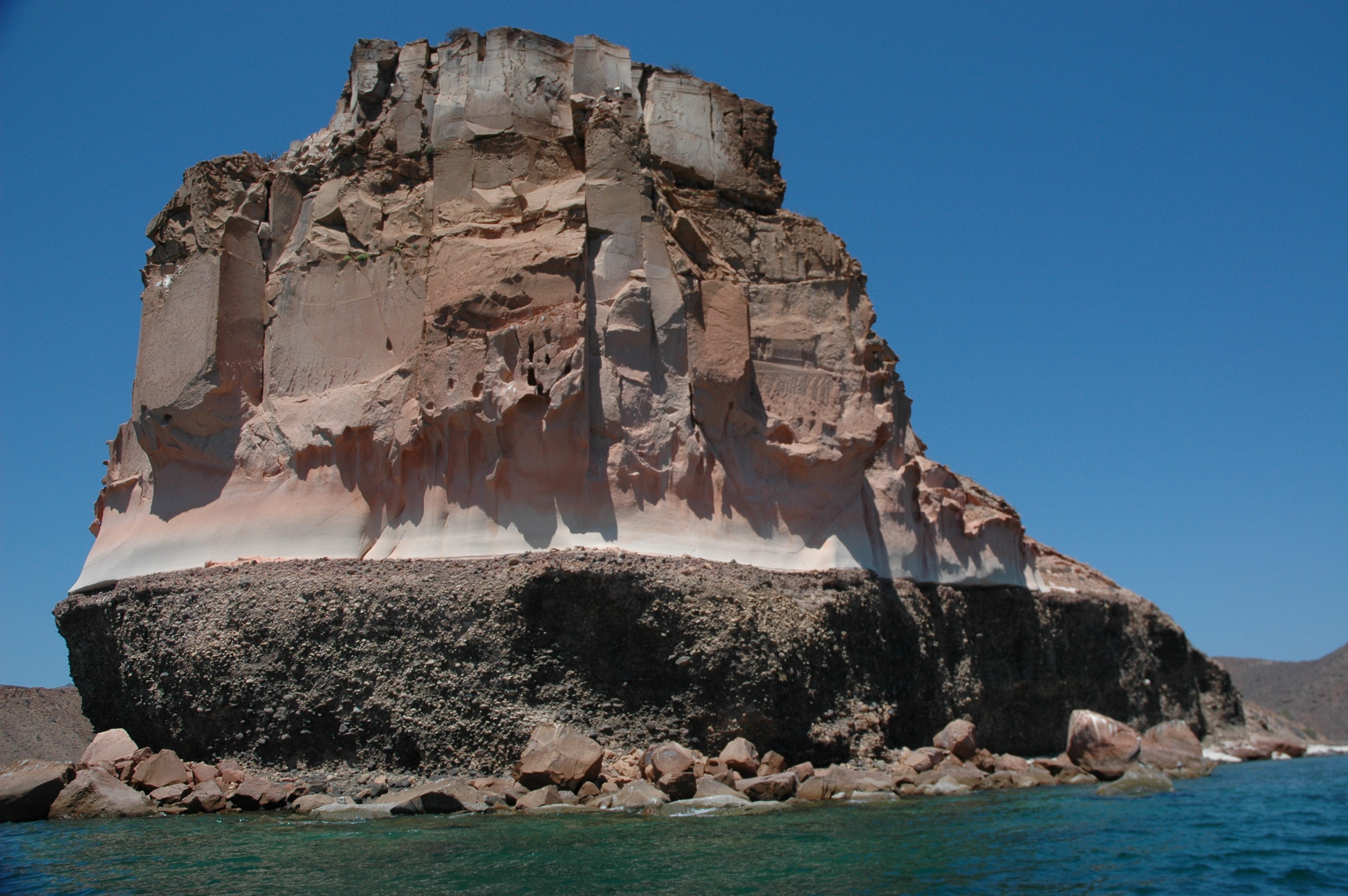
Стратифицированный остров возле Ла-Паса, Южная Нижняя Калифорния, Мексика.

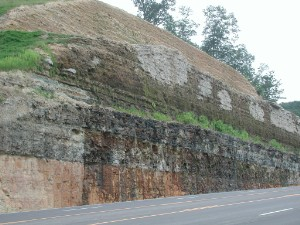
Федеральная автомагистраль прорезала известняковые и сланцевые пласты в Восточном Теннесси

Вышестоящий слой называется кровлей, нижестоящий — подошвой.
Пласт также может состоять из нескольких связанных чем-либо прослоев различных пород (например, пласт угля с прослоями аргиллитов). Мощность пласта определяется по кратчайшему расстоянию между кровлей и подошвой.
Основной и наименьшей единицей в стратиграфической колонке является «страт», который служит основой для изучения стратиграфии. Термин «пласт» часто применяется по отношению к стратифицированным скоплениям полезных ископаемых (пласты угольные, водоносные, рудные, нефтяные и другие).
Пластом также называется геологическое тело, сложенное однородной породой и ограниченное двумя более или менее параллельными поверхностями напластования, сформированными в результате естественных процессов. Поверхности напластования имеют примерно одинаковую мощность (толщину) и простираются на значительные расстояния (иногда на сотни тысяч квадратных километров). Толщина отдельных полос может варьироваться от нескольких миллиметров до километра и более. Полоса может представлять особый способ накопления: речной ил, пляжный песок, торф, песчаная дюна, лава и так далее.
Геологи изучают горные породы и классифицируют их по материалу пластов. Пласты обычно имеют свои собственные имена и обозначаются как формальные литостратиграфические единицы. Обычно название пластам или слоям дают в зависимости от слагающих их пород или на основе названия города, реки, горы или региона, где пласт открыт и доступен для изучения.